# 아마스티고모나스속
아마스티고모나스속(Amastigomonas)은 아푸소조아 분류군 중 하나이다.
이 속은 5개의 다른 속,포도모나스속(Podomonas), 만코모나스속(Manchomonas) 그리고 물티모나스속(Multimonas)으로 나뉜다.
아래 기술된 여러 종을 포함하고 있다.
- Amastigomonas borokensis, Amastigomonas caudata, Amastigomonas debruynei
- Podomonas magna, Podomonas capensis
- Multimonas media
- Thecamonas oxoniensis, Thecamonas trahens

아푸스모나스속(Apusomonas)과 만코모나스속(Manchomonas)은 밀접한 관련이 있는 것으로 나타나지만 나머지 속의 목 분류는 아직 명확하지 않다.